# Loon op Zand (plaats)
Loon op Zand (uitspraakⓘ) is een plaats in de gelijknamige gemeente Loon op Zand. De plaats telde op 1 januari 2023 6.245 inwoners.

## Geschiedenis
Het dorp Loon op Zand kent een lange geschiedenis. Rond het jaar 1100 ontstond bewoning in een (toen nog) nat gebied. De nederzetting stond bekend onder de naam Venloon. In 1233 moet hier al een kerk hebben gestaan. Door overbegrazing en onoordeelkundig rooien van bomen en plaggen van heide ontstonden zandverstuivingen die de basis vormden van de huidige Loonse en Drunense Duinen. In 1250 werd reeds vermeld dat de bewoners nabij de Venloen zich door het zand bedreigd voelden. Het oude Venloen lag op de plaats wat later Land van Kleef is gaan heten. Daar bevindt zich ook de Kerkenakker waar de Venloner kerk heeft gestaan die mogelijk al een houten voorganger heeft gehad in de vorm van een houten, aan Sint-Willibrord gewijd kerkje. 

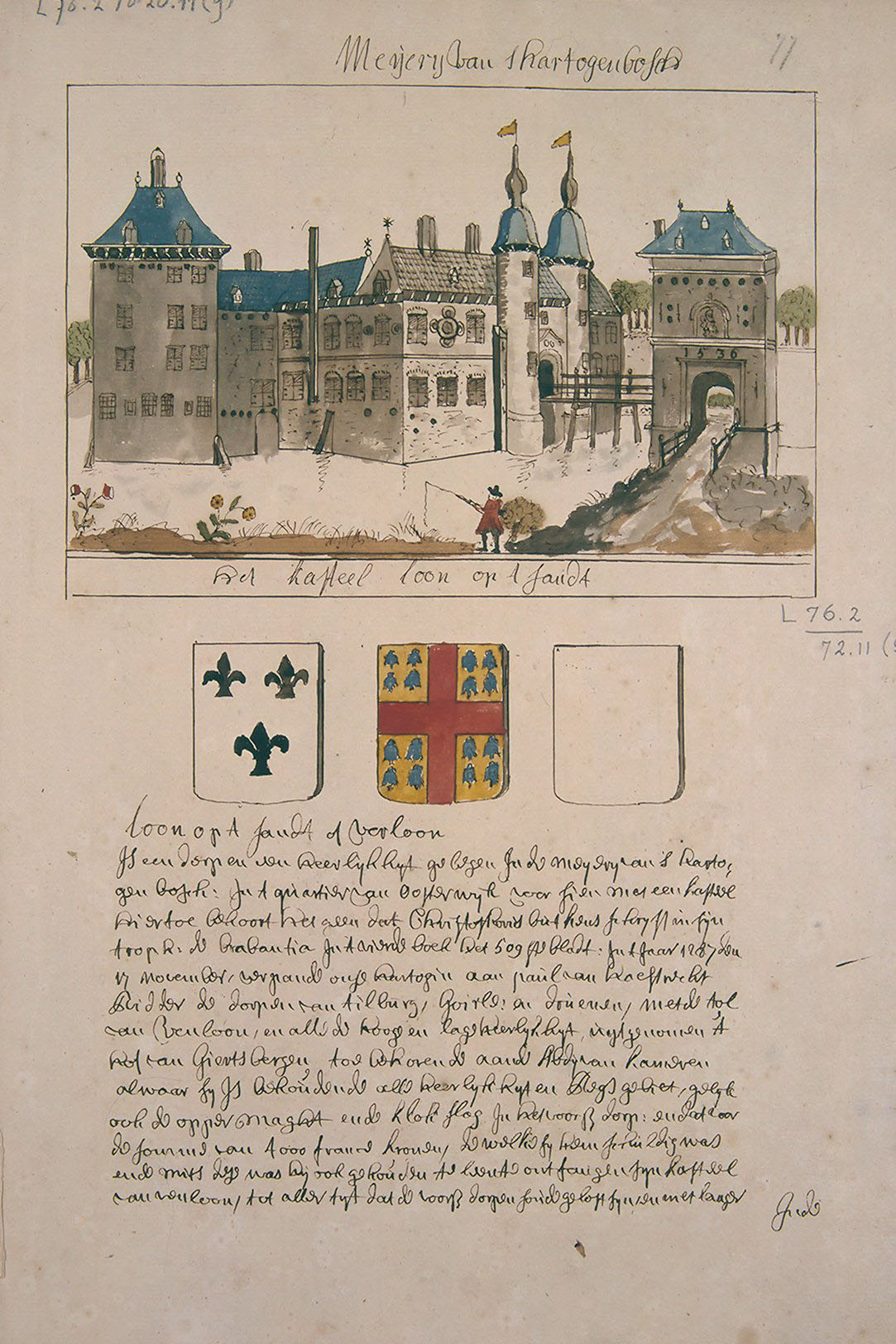
De voorganger van het huidige 'Witte kasteel' zoals opgenomen in de Atlas Schoemaker (1710-1735)

In 1269 werd "het dorp Venloon met zijn heide, moeren en woeste gronden" door Jan I van Brabant in leen gegeven aan Willem van Horne. Dit gebied werd toen een zogenaamde Heerlijkheid. Door de ligging bij het stuifzandgebied van de Loonse en Drunense Duinen ontwikkelde de plaatsnaam zich van ‘Venloon op ’t Sant’ via ‘Loon op ’t Sandt’ tot het huidige Loon op Zand. Het dorp werd omstreeks 1390 verplaatst naar de huidige locatie, die meer naar het zuidwesten lag. De kerk van Loon op Zand werd omstreeks 1394 gebouwd. Het patronaatsrecht van de kerken van Venloon en later Loon was in handen van de Norbertijnen van de Abdij van Tongerlo. In 1396 werd op last van Paul van Haastrecht de Turfvaart gegraven, die van 's Gravenmoer via Sprang-Capelle en Drunen naar 's-Hertogenbosch liep. Turfsteken en de turfvaart waren belangrijke economische activiteiten in het toenmalige Loon op Zand. Opbrengsten kwamen ten goede aan de heer van Loon op Zand. De vaart begon omstreeks 1600 te verzanden. Van de Turfvaart zijn delen behouden bij Plantloon, ten oosten van Kaatsheuvel en ten zuiden van Waalwijk, en als Oude Vaart tussen Kaatsheuvel en 's-Gravenmoer. Rondom de verhuizing is een mythe ontstaan. Volgens vertellingen moesten de boeren vluchten voor het oprukkende zand. Het dorp Venloon zou bedreigd worden door stuifzand en daarom zou er zes keer met een pijl-en-boog geschoten zijn om de plaats van de nieuwe kerk te bepalen en dus de plaats van de nieuwe dorpskern. De afstand vanaf het huidige Land van Kleef tot de Sint-Jans Onthoofdingkerk, zou dit verhaal nog kunnen rechtvaardigen. Echter, de plek waar vroeger Venloon lag is omgeven door enkele zandwallen. Gezien de hoogte van deze zandwallen hebben deze dan ook zeker hun uitwerking niet gemist. Opgravingen van de oude kerk en kerkhof hebben aangetoond dat het gebiedje niet met zand overstoven is geweest. Daardoor wordt algemeen aangenomen dat het verhaal van Ses Boogscheuten Weeghs niet geheel op waarheid berust.
Omstreeks 1400 was ook de begrenzing van het dorp vastgelegd. De grens van de heerlijkheid vormde deels de grens tussen het Hertogdom Brabant en het Graafschap Holland dat delen van De Langstraat bezat. In 1296 werd de Heerlijkheid Venloon uitgegeven aan Willem II van Horne. Hierna kwamen Gerard I van Horne, Willem IV van Horne, Gerard II van Horne en Johanna van Horne. Zij was gehuwd met Gijsbrecht van Abcoude en hun oudste zoon was Zweder van Abcoude In 1380 kwam de heerlijkheid aan Paul van Haastrecht, die ook hoogschout was te 's-Hertogenbosch. De heren bewoonden het Kasteel van Loon op Zand (ook wel het Witte Kasteel genoemd). De heerlijkheid, die deel uitmaakte van het Kwartier van Oisterwijk van de Meierij van 's-Hertogenbosch werd wel omschreven als de allerbeste van de gantsche Meierij. Loon op Zand lag bovendien strategisch langs de doorgaande weg tussen Turnhout en 's-Hertogenbosch.
Ten tijde van de industrialisatie werd Loon op Zand een belangrijke plaats voor de leer- en schoenenindustrie. Tot aan de jaren 90 van de 20e eeuw herbergde Loon op Zand vele dergelijke fabrieken. De meest bekende schoenfabriek was die van de familie Van Lier. Eind jaren 90 verhuisde deze fabriek echter naar Breda, waarmee een belangrijke periode werd afgesloten. Momenteel zijn de leerlooierij van de firma Vromans en de schoenfabriek van de gebroeders Van Esch de laatste twee overblijfselen uit deze periode die Loon op Zand tot bloei liet komen.
Loon op Zand is in de loop der jaren flink uitgebreid. Met de wijk Molenwijck is het dorp verdubbeld in inwonersaantal. De komende jaren staan er diverse nieuwbouwplannen op inbreidingslocaties gepland.
Op 27 februari 2020 werd in Loon op Zand de eerste patiënt in Nederland positief getest op COVID-19.

## Natuur en landschap

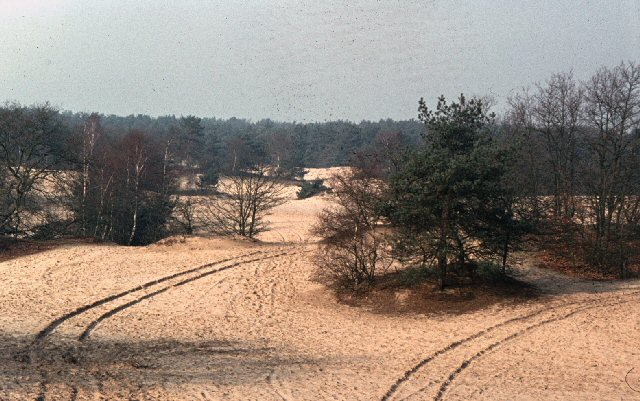
Loonse en Drunense Duinen

Vrijwel onmiddellijk ten noordoosten van Loon op Zand bevindt zich het uitgestrekte natuurgebied van de Loonse en Drunense Duinen, terwijl zich in het westen het natuurmonument Huis ter Heide bevindt, waartoe ook de Loonse Heide behoort. Naar het zuidoosten toe vindt men het ook cultuurhistorisch belangrijke natuurgebied De Brand op het grondgebied van Haaren en Tilburg en in het zuiden de Vloeivelden op het grondgebied van Tilburg.

## Bezienswaardigheden

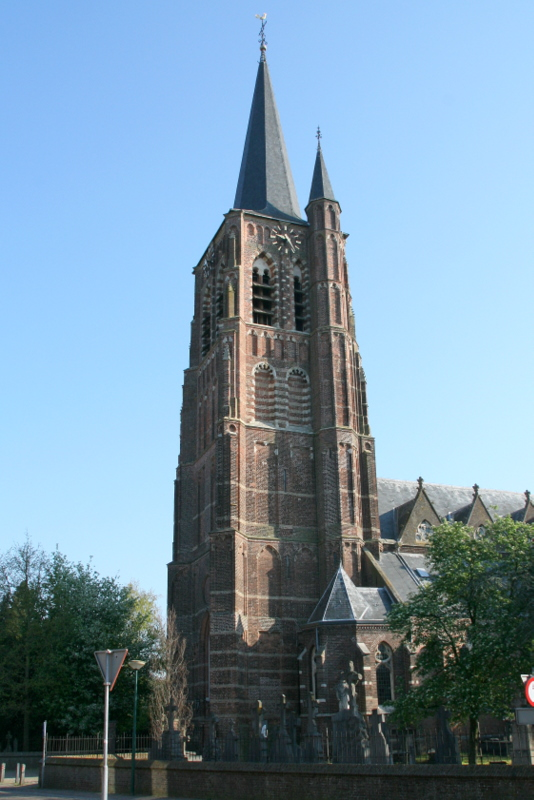
Sint-Jans Onthoofdingkerk

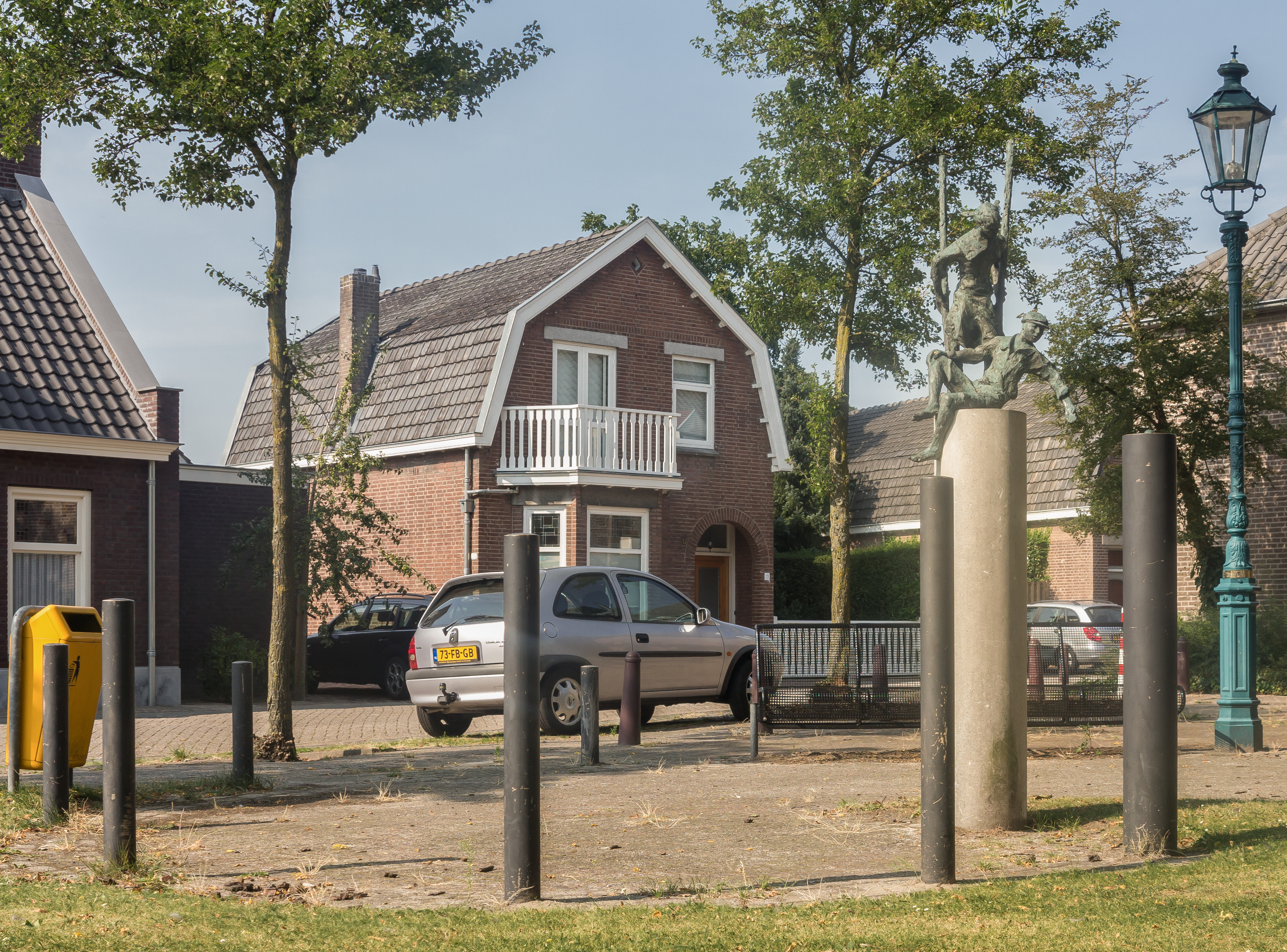
Sculptuur Doctor van Kesselstraat-Kerkstraat

- Sint-Jans Onthoofdingkerk, gebouwd vanaf 1394, met pastorie (1898) en begraafplaats. In het orgel[5] van de kerk, dat in zijn huidige vorm in 1943 werd gebouwd, bevindt zich zeer oud pijpwerk van Stephanus Cosijns uit 1661.
- Grafkelder van de familie Verheyen, uit 1898, bevindt zich op de begraafplaats en bevat 33 leden van deze familie.
- Het Witte Kasteel, huidige gebouw uit 1777, met tuinaanleg en landgoed.
- Molen van der Wouw, een molenrestant aan de Loonse Molenstraat 16, uit 1867
- Klooster, uit 1899, aanvankelijk bewoond door de Zusters van Schijndel, en daarna 1926 door de Fraters van Tilburg. Vanaf 1974 onderdeel van Huize Assisië met als naam "Inverte". Hier woonden verstandelijk gehandicapten. Daarna kwam er in 1993 een bibliotheek in en werd het samen met de nieuwbouw van een sportzaal en een theaterzaal het Cultureel Centrum "De Wetering".
- Mariakapel aan de Tilburgseweg, uit 1939.

## Verenigingsleven
Het verenigingsleven speelt een belangrijke rol in het kerkdorp. Enkele verenigingen:
- Heemkundekring "Loon op 't Sandt"
- Sophia's Vereeniging (Koninklijk harmonie orkest en Sophia's Percussion Ensemble)
- Koninklijk Erkende Muziekvereniging Concordia
- Voetbalvereniging Uno Animo
- KBO Loon op Zand
- Tennis & Padelclub Loon op Zand
- Stichting Jeugd Vakantie Werk Loon op Zand
- Stichting Jeugdbelangen De Kuip
- Gilde Sint Ambrosius
- Gilde Sint Hubertus

Diverse koren waaronder:
- Gezelligheidskoor Vitamine C
- Kwint
- Heren-, kinder- en dameskoor van de kerk
- Overdagkoor Stuifzand
- Popkoor Undercover
- Liedertafel "Echo der Duinen"

## Dorpsblad
In het kerkdorp verschijnt sinds 1967 iedere veertien dagen het blad "Rond de Toren" waarin het plaatselijk nieuws en de dorpsagenda gepubliceerd worden.

## Evenementen
Terugkerende evenementen in Loon op Zand zijn of waren:
- De Loonse Dorps Kwis, een avond waarop in teams diverse vragen over het dorp beantwoord moeten worden en waarbij de deelnemers ook opdrachten in het dorp zelf moeten uitvoeren. Deze vond plaats in 2018 en 2022 en is gepland voor oktober 2024.
- De Nacht van Loon is een jaarlijks snelwandelevenement. Van 21:00 uur 's avonds tot 12:00 's middags worden er rondjes 'gesnelwandeld' door het dorp.
- Het Klapstoelen- en nieuwjaarsconcert van Sophia's Vereeniging zijn jaarlijks terugkerende, gratis concerten
- Loonstars, tot 2013 een driejaarlijks evenement met sport- en spel. In 2010 schreven er 52 teams in. In 2013 waren het er 60, in 2016 eveneens, maar toen ging het niet door omdat de organisatie failliet ging.[6]
- Kerstklokkenloop. Dit evenement wordt om het jaar georganiseerd. Een ronde door het dorp waarbij diverse uitbeeldingen van het kerstverhaal worden getoond. De editie van 2009 trok ±10.000 bezoekers.
- De Avondvierdaagse.
- de Paaskermis in het centrum van het dorp.
- Koningschieten bij Gilde Sint Ambrosius. Het evenement is sinds 1991 vierjaarlijks en is in 2023 voor de veertigste keer gehouden. Zes maal won iemand twee opvolgende edities maar nooit kroonde iemand zich keizer met een reeks van drie. Voor 2031 kan dat ook niet gebeuren. Vrouwen mogen sinds 1994 meedoen en in 2019 werd voor het eerst een vrouw koning.[7]

## Geboren in Loon op Zand
- Cornelis van Lanschot (1711-1789), grondlegger bankiershuis
- Arnoldus Gerbrandus Verheyen (1770-1857), politicus
- Harm Timmermans (1946), beeldhouwer
- Paul Litjens (1947-2023), hockeyinternational
- Ad Leemans (1976), voetballer
- Ilse Broeders (1977), bobsleeër
- Leo Alkemade (1980), cabaretier en acteur
- Bas van Loon (1990), voetballer

## Nabijgelegen kernen
Tilburg, Udenhout, De Moer, Kaatsheuvel